# Cluzeau du Pétrou
Le cluzeau du Pétrou est un cluzeau situé à Carves, en France.

## Localisation
Le cluzeau du Pétrou est située dans le département français de Dordogne, sur la commune de Carves.

## Historique
Les cluzeaux sont des cavités souterraines creusées par l'Homme au Moyen Âge pour servir de refuge pendant les conflits. Celui du Pétrou a été découvert en 1871 par un professeur de géologie de Marseille, M. Vasseur.
Il a dû être creusé au XIIe siècle sous une maison à la suite de l'exploitation de nouvelles tenures près des fontaines de Papou et des Coustalets. Son plan semblant symboliser les étapes spirituelles de la vie érémitique, il a probablement été réalisé par des disciples d'Henri de Lausanne. Il a ensuite été utilisé par des cathares cherchant à se protéger des exactions de Simon de Montfort pendant la croisade des Albigeois (1209-1229) et de l'inquisition.
Le cluzeau a aussi servi de refuge pendant toutes périodes où des bandes armées ont couru les campagnes dans les différents épisodes du conflit entre les rois de France et les rois d'Angleterre, ducs d'Aquitaine, qui ont duré de 1242 (coalition contre Louis IX et bataille de Taillebourg) à 1453 (bataille de Castillon et fin de la guerre de Cent Ans).
Le cluzeau sert alors à mettre à l'abri les biens des paysans des rapines de routiers à la solde des Anglais ou des troupes du roi de France.
La maison qui se trouvait au-dessus a été incendiée deux fois, vers 1230 et vers 1410.
Il semble que le cluzeau a été réutilisé par des déserteurs de l'armée napoléonienne et qu'une pièce a été désobstruée pendant le Seconde Guerre mondiale pour servir de cache.

## Description
Le cluzeau se développe sur trois niveaux sur une surface de 23m par 17m. Il comprend des pièces d'une surface de 5 à 6 m², des moyens de défense comprenant une fosse-piège de 1,80m de profondeur devant une porte d'entrée très basse, des chicanes, plusieurs barrières, et une issue de secours permettant aux occupants de s'enfuir si la soldatesque aurait fermé l'entrée comme le recommandait le concile de Toulouse.

## Fouilles
Les labours des champs situés à proximité ont fait réapparaître des bifaces, des racloirs des grattoirs préhistoriques.
À partir des débris situés sur le site du cluzeau, les fouilles ont pu montrer que les maisons ont un toit de chaume jusqu'au XIIIe siècle et que le toit de lauzes apparaît au XIVe-XVe siècle.
Le site du cluzeau de Pétrou a été étudié par François Poujardieu et publié en 1980 par "Spéléo Dordogne". Une étude des poteries trouvées dans le cluzeau a été publiée en 1988 et une description de la vie dans le cluzeau, en 1997 (Spéléo Dordogne no 11). Les poteries trouvées dans le cluzeau datent du XIIe au XVe siècle.

## Protection
L'édifice est inscrit au titre des monuments historiques le 1er février 1988.